# Estação Ferroviária de Jewell

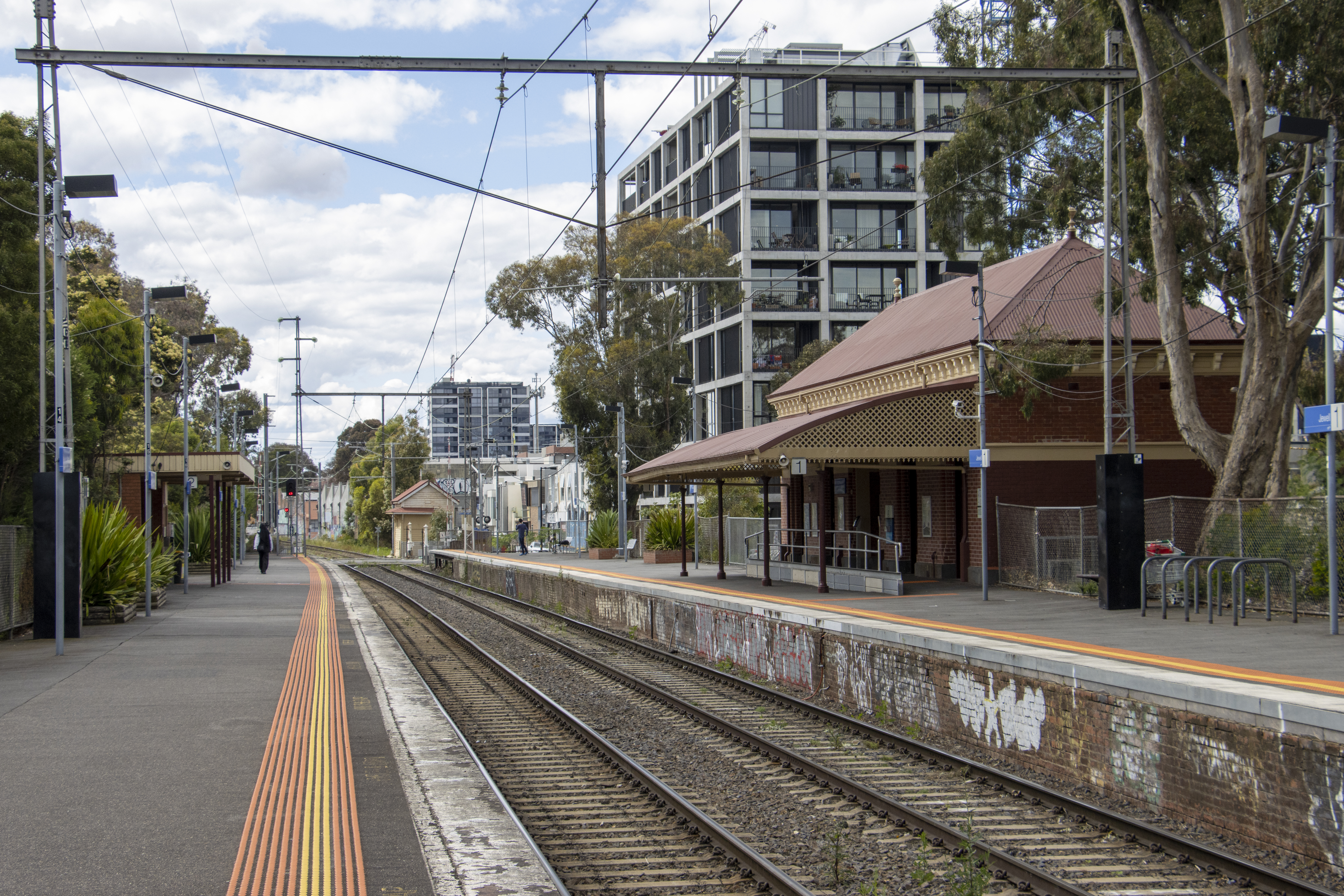
plataforma 2 em novembro de 2022

A estação ferroviária Jewell está localizada na linha Upfield em Victoria, Austrália . Ele serve o subúrbio de Brunswick, no norte de Melbourne, e foi inaugurado em 9 de setembro de 1884 como South Brunswick. Foi renomeado como Jewell em 1º de fevereiro de 1954.
Um galpão de mercadorias em desuso está localizado próximo à entrada da Plataforma 1, enquanto uma caixa de sinalização de desuso está localizada na extremidade inferior da estação, próximo à passagem de nível da Union Street. O prédio da estação principal, a caixa de sinalização e os portões da passagem de nível estão listados no Victorian Heritage Register .

## História
A estação Jewell foi inaugurada em 9 de setembro de 1884, quando a linha ferroviária de North Melbourne foi estendida para Coburg. Foi renomeado em homenagem a um membro de longa data do Parlamento Estadual, James Jewell, que representou o eleitorado de Brunswick de 1910 a 1949.
Em 1971, a sinalização automática foi fornecida entre Jewell e Royal Park, substituindo a sinalização do Double Line Block . Um pátio de mercadorias já existiu na estação, que foi fechada ao tráfego em 1977. O antigo tapume "B" também foi abolido naquele ano.
Em 1997, o desvio "A", um cruzamento e vários pontos e discos de sinal na estação foram abolidos. Em agosto de 1998, a antiga passagem de nível da Barkly Street, localizada na extremidade superior da estação, foi fechada ao tráfego de veículos. Em setembro daquele ano, barreiras de barreira substituíram portões intertravados na passagem de nível da Union Street, localizada na extremidade Down da estação. A caixa de sinalização que protegia a passagem de nível também foi abolida nessa época.
Em junho de 2012, VicTrack anunciou sua intenção de reformar a estação, como parte de um desenvolvimento misto que poderia incluir a restauração da estação, melhorar o espaço aberto e um novo desenvolvimento comercial e residencial, adjacente ao lado leste da estação. Um programa de consulta à comunidade foi realizado para descobrir as prioridades da população local para quaisquer alterações. A segurança e o melhor acesso foram identificados como as principais preocupações. O VicTrack deveria buscar o interesse dos desenvolvedores em 2013. Em 2018, as atualizações da estação foram concluídas.
Anunciado em setembro de 2022, Jewell, ao lado de outras estações na linha Upfield, será elevado para remover oito passagens de nível na linha. Mais detalhes, projetos e um cronograma de construção serão divulgados perto de 2027.

## Plataformas e serviços
Jewell tem duas plataformas laterais . É servida pelos serviços da linha Upfield da Metro Trains .

## Ligações de transporte
A Dysons opera uma rota via estação Jewell, sob contrato com a Public Transport Victoria
- 509 : Brunswick West – Barkly Square Shopping Centre[11]

- 19 : Estação North Coburg – Flinders Street ( Elizabeth Street CBD ) [12]